# Brunon Bendig
Brunon Bendig, född 6 oktober 1938 i Chełmno, död 15 september 2006 i Gdańsk, var en polsk boxare.
Bendig blev olympisk bronsmedaljör i bantamvikt i boxning vid sommarspelen 1960 i Rom.